# Martin Knold
Martin Knold (* 14. Januar 1976 in Fredrikstad, Norwegen) ist ein ehemaliger norwegischer Eishockeyspieler, der drei Spielzeiten für die Iserlohn Roosters in der Deutschen Eishockey Liga und acht Spielzeiten für Linköping HC absolvierte. Außerdem nahm er als langjähriger Nationalspieler Norwegens an acht Weltmeisterschaften teil.

## Karriere
Als 16-Jähriger ging Knold aus seinem Heimatland Norwegen nach Schweden, da dort die Nachwuchsarbeit und somit die Chancen auf eine Profikarriere besser waren. Seine erste Station war dann das U20-Team von Frölunda HC. 1996 wechselte er zu Linköping HC in die zweite schwedische Liga. Mit seiner Mannschaft konnte er in der Saison 1998/99 erstmals in die Elitserien aufsteigen. Im nächsten Jahr stieg Knold mit Linköping wieder ab, schaffte aber 2001 den direkten Wiederaufstieg. Er blieb noch zwei weitere Jahre bei seinem Club, ehe er sich 2004, nach insgesamt 334 Spielen für Linköping, für einen Wechsel entschied. Er unterschrieb zur Saison 2004/05 einen Jahresvertrag bei den Iserlohn Roosters aus der Deutschen Eishockey Liga. Dort war er einer der besten Verteidiger der Liga und wurde zusammen mit Mike York bester Torschütze der Roosters. Anfang 2005 erhielt er wegen seiner guten Leistungen bereits frühzeitig einen Kontrakt im Sauerland bis 2007. Anfang 2006 erlitt Knold eine Adduktorenverletzung und konnte bis zum Saisonende nicht mehr spielen. Nach einem Reha-Programm im Sommer stand Knold zu Beginn der Saison 2006/07 wieder im Kader der Roosters und konnte schmerzfrei spielen. Nach einigen Spielen brach die Verletzung allerdings wieder auf, sodass auch diese Saison für ihn weitestgehend beendet war. Zum Ende hin saß der Norweger zwar wieder auf der Bank der Roosters, wurde aber aufgrund von Schmerzen nicht eingesetzt. Sein Vertrag wurde nicht verlängert, sodass Knold Iserlohn nach 100 Spielen in drei Jahren verließ.
Nach einem erneuten sommerlichen Reha-Programm hielt sich Knold zunächst bei einem Team in Skandinavien fit, um schließlich zu den Herning Blue Fox in die dänische AL-Bank Ligaen zu wechseln. Aber auch hier traten unter Belastung Schmerzen auf, sodass es Knold nicht möglich war zu spielen. Er entschloss sich schließlich, seine professionelle Eishockeykarriere zu beenden.

### International
Für Norwegen nahm Knold im Juniorenbereich an den U18-Junioren-Europameisterschaften 1993 und 1994 sowie der U20-Junioren-Weltmeisterschaft 1994 teil. Im Seniorenbereich stand er im Aufgebot seines Landes bei den A-Weltmeisterschaften 1999, 2000 und 2001 sowie bei den B-Weltmeisterschaften 1998 2002, 2003, 2004 und 2005. Bei der B-WM 2005 gelang ihm mit Norwegen der Wiederaufstieg in die Top-Division, wozu er mit sieben Scorerpunkten als Topscorer unter allen Verteidigern der Gruppe A beitrug.

## Erfolge und Auszeichnungen
- 1995 Meister der J20 SuperElit mit Frölunda HC
- 1999 Aufstieg in die Elitserien mit dem Linköping HC
- 2001 Aufstieg in die Elitserien mit dem Linköping HC
- 2005 Aufstieg in die Top-Division bei der Weltmeisterschaft der Division I

## Karrierestatistik

### International
Vertrat Norwegen bei:
| - U18-Junioren-Europameisterschaft 1993 - U18-Junioren-Europameisterschaft 1994 - Junioren-B-Weltmeisterschaft 1994 - B-Weltmeisterschaft 1998 - A-Weltmeisterschaft 1999 - A-Weltmeisterschaft 2000 | - A-Weltmeisterschaft 2001 - B-Weltmeisterschaft 2002 - B-Weltmeisterschaft 2003 - B-Weltmeisterschaft 2004 - B-Weltmeisterschaft 2005 |

(Legende zur Spielerstatistik: Sp oder GP = absolvierte Spiele; T oder G = erzielte Tore; V oder A = erzielte Assists; Pkt oder Pts = erzielte Scorerpunkte; SM oder PIM = erhaltene Strafminuten; +/− = Plus/Minus-Bilanz; PP = erzielte Überzahltore; SH = erzielte Unterzahltore; GW = erzielte Siegtore; 1 Play-downs/Relegation; Kursiv: Statistik nicht vollständig)